# (7953) Kawaguchi
Pour les articles homonymes, voir Kawaguchi (homonymie).
(7953) Kawaguchi est un astéroïde de la ceinture principale, découvert le 20 mai 1993 par Satoru Ōtomo.